# UFC on FX: Belfort vs. Rockhold
UFC on FX: Belfort vs. Rockhold também conhecido como UFC no Combate 2 (para o Brasil) foi um evento de MMA promovido pelo Ultimate Fighting Championship, ocorrido em 18 de maio de 2013 na Arena Jaraguá em Jaraguá do Sul, Santa Catarina. O evento foi transmitido na FX.
Essa foi a primeira vez que o UFC realizou um evento no estado de Santa Catarina e em outra região do Brasil, não sendo a região Sudeste.

## Background
O evento principal foi entre o ex-desafiante ao Cinturão Peso Médio do UFC Vitor Belfort e o ex-Campeão Peso Médio do Strikeforce Luke Rockhold.
Manvel Gamburyan era esperado para enfrentar Hacran Dias no evento, porém em 25 de Março de 2013 Gamburyan se lesionou e foi substituído por Nik Lentz.
Iuri Alcântara era esperado para enfrentar Marcos Vina no evento, mas em 28 de Março de 2013, Vina lesionou o joelho nos treinos e teve que se retirar da luta. Seu substituto foi o estreante na promoção Iliarde Santos.
CB Dollaway enfrentaria Cezar Mutante no evento, porém se lesionou e for forçado a se retirar, sendo substituído por Chris Camozzi. Após isso, Mutante se lesionou, dando lugar à Rafael Natal no card.
Costa Philippou era esperado para enfrentar Ronaldo Souza no evento, porém em 3 de Maio de 2013 uma lesão o tirou do card. Seu substituto foi Chris Camozzi, que enfrentaria Rafael Natal neste mesmo card, que agora enfrentará João Zeferino.

## Bônus da Noite
- Luta da Noite (Fight of the Night):  Lucas Mineiro vs.  Jeremy Larsen
- Nocaute da Noite (Knockout of the Night):  Vitor Belfort
- Finalização da Noite (Submission of the Night):  Ronaldo Souza

### Fatos Pós-Evento
O nocaute de Vitor Belfort em Luke Rockhold renderia a Vitor mais 2 prêmios:
- World MMA Awards de 2013 - Nocaute do Ano[7]
- "Sports Science Newton Awards" (maiores feitos atléticos de 2013) - categoria: "Greater Than"[8]